# Racková
Racková (en allemand : Ratzkowa, précédemment : Raczkowa) est une commune du district et de la région de Zlín, en Tchéquie. Sa population s'élevait à 845 habitants en 2020.

## Géographie
Racková se trouve à 5 km au sud-ouest de Fryšták, à 7 km au nord-ouest de Zlín, à 75 km à l'est-nord-est de Brno et à 247 km au sud-est de Prague.
La commune est limitée par Fryšták au nord et au nord-est, par Zlín au sud-est, par Hostišová au sud-ouest, par Mysločovice et Lechotice à l'ouest, et par Žeranovice au nord-ouest.

## Histoire
La première mention écrite du village date de 1397.

## Transports
Par la route, Racková se trouve à 9 km de Zlín, à 87 km de Brno et à 293 km de Prague.